# Zykluscomputer
Als Zykluscomputer werden Messgeräte bezeichnet, mit denen Frauen ihre Fruchtbarkeit analysieren und protokollieren können. Dabei werden Körpermerkmale wie Basaltemperatur, Hormone im Morgenurin sowie die Konsistenz des Zervixschleims erfasst und ausgewertet. Ziel der Anwendung eines Zykluscomputers kann die Herbeiführung einer Empfängnis bei Kinderwunsch sein; wenn er zusätzlich auch zur natürlichen Empfängnisverhütung geeignet ist, spricht man von einem Verhütungscomputer oder Verhütungsrechner.
Diese vereinfachen die Anwendung der Methoden der natürlichen Familienplanung. Die Anwenderin kann sich auf die regelmäßige und gewissenhafte Nutzung des Gerätes beschränken, während die Interpretation der Messwerte durch den Computer erfolgt und fruchtbare und unfruchtbare Tage klar angezeigt werden. Verhütungscomputer werden in der Europäischen Union als Medizinprodukte der Klasse IIb eingestuft.

## Typen
Bei den auf dem Markt befindlichen Geräten kann zwischen folgenden Typen unterschieden werden:
1. Messung des luteinisierenden Hormons mittels Teststreifen im Morgenurin. Eine prospektive Multicenterstudie mit 710 Frauen und 7209 Zyklen ergab eine Methodensicherheit für das Gerät Persona von 12,1. Nach der Änderung des Algorithmus, der auf einer sorgfältigeren Kalkulation des Schwangerschaftsrisikos beruht, beträgt die kalkulierte Methodensicherheit der heutigen Geräte 6,2.[1] Die Stiftung Warentest gibt an, dass für diese Geräte ein Pearl-Index von 6 ermittelt wurde; bei Anwendungsfehlern liegt er bei bis zu 20.[2]
2. Es gibt auch Systeme, die sowohl das LH als auch Estron3-Glucuronid, ein Östrogen, messen, und die unter dem Markennamen Clearblue vertrieben werden.
3. Temperaturmessung (täglich durch Messfühler direkt am Gerät): Geräte zur Temperaturmessung werden von einer Reihe von Herstellern unter unterschiedlichen Handelsnamen vertrieben. Für die Produkte der Firma VE Valley Electronics ist in einer einzelnen Studie ein Pearl-Index von 0,6 gezeigt worden.[3]
4. Kombinierte Systeme (Temperatur und Hormone oder Zervixschleim) sind in Deutschland zur Bestimmung der fruchtbaren Tage bei Kinderwunsch (cyclotest baby, cyclotest 2 plus und cyclotest myWay) erhältlich. Zur symptothermalen Auswertung ist nur der cyclotest myWay geeignet;[4] in Deutschland nicht zugelassen ist der symptothermale Temperaturzykluscomputer aus der Produktreihe Sophia der japanischen Firma Nishitomo.

Eine Alternative zur Handauswertung und zu Verhütungscomputern stellt Software dar, die sowohl die Temperatur- als auch die Symptothermalmethode anbietet. Die Stiftung Warentest wies im Jahr 2000 darauf hin, dass die manuelle Erfassung nach den strengen Regeln der natürlichen Familienplanung (NFP) der Arbeitsgruppe NFP in der Methodensicherheit mit einem Pearl-Index von 0,26 sicherer ist als die Nutzung eines Verhütungscomputers.